# Exelon
Exelon Corporation est une entreprise de production et de distribution d'électricité présente aux États-Unis. Exelon dessert 5,4 millions de clients pour l'électricité et 485 000 clients pour le gaz naturel. Son siège se situe dans la Chase Tower dans le quartier du Loop à Chicago.

## Histoire
La compagnie a été créée en octobre 2000, par la fusion de PECO Energy et de Unicom.
Le 30 juin 2005, la Federal Energy Regulatory Commission approuve la fusion entre Exelon et Public Service Enterprise Group. Ce qui aurait fait d’Exelon la plus grande entreprise de son secteur d’activité aux États-Unis. Les deux entreprises ont cependant annulé la fusion en raison des hésitations de la commission des services publics du New Jersey.
En avril 2011, Exelon acquiert Constellation Energy pour 7,9 milliards de dollars.
En avril 2014, Exelon fait une offre d'acquisition sur Pepco, entreprise de production et de distribution d'énergie de la ville de Washington et du Maryland, pour 6,83 milliards de dollars. En août 2015, les autorités du district de Columbia, chargés des services liés aux réseaux publics, s'opposent à cette opération, malgré l'approbation des autorités similaires d'autres États et des autorités fédérales.
En février 2021, Exelon annonce la scission entre ses activités régulées et ses activités non-régulées.

## Activité
En octobre 2009, Exelon possède 17 réacteurs nucléaires dans 10 centrales nucléaires :
- Centrale nucléaire de Braidwood
- Centrale nucléaire de Byron
- Centrale nucléaire de Clinton
- Centrale nucléaire de Dresden
- Centrale nucléaire de LaSalle County
- Centrale nucléaire de Limerick
- Centrale nucléaire d'Oyster Creek
- Centrale nucléaire de Peach Bottom
- Centrale nucléaire de Quad Cities
- Centrale nucléaire de Salem
- Centrale nucléaire de Three Mile Island
- Centrale nucléaire de Zion

En avril 2011, à la suite de la fusion avec Constellation Energy, Exelon détient une capacité de production de 34 gigawatts d'électricité dont 55 % provient du nucléaire, 24 % du gaz naturel, 8 % d'énergies renouvelables, 7 % de fioul et 6 % de charbon